# Steinfort
Steinfort é uma comuna do Luxemburgo, pertence ao distrito de Luxemburgo e ao cantão de Capellen.

## Demografia
Dados do censo de 15 de fevereiro de 2001:
- população total: 4.065
  - homens: 2.007
  - mulheres: 2.058

- densidade: 334,29 hab./km²
- distribuição por nacionalidade:

| Nacionalidade  | População | %      |
| -------------- | --------- | ------ |
| luxemburgueses | 2.610     | 64,21% |
| estrangeiros   | 1.455     | 35,79% |
| - portugueses  | 403       | 9,91%  |
| - franceses    | 149       | 3,67%  |
| - italianos    | 198       | 4,87%  |
| - belgas       | 406       | 9,99%  |
| - alemães      | 49        | 1,21%  |
| - iuguslavos   | 50        | 1,23%  |
| - outros       | 200       | 4,92%  |

- Crescimento populacional:

| Ano        | População |
| ---------- | --------- |
| 15/02/2001 | 4.065     |
| 01/01/2002 | 4.116     |
| 01/01/2003 | 4.233     |
| 01/01/2004 | 4.287     |
| 01/01/2005 | 4.300     |